# Étienne Argelliès
Étienne, Louis, Thomas Argelliès, né le 12 juin 1881 à Lunel, mort le 3 juin 1960 à Perpignan, est un médecin et homme politique français.
Docteur de médecine en 1905, il est nommé en 1912 directeur technique et commercial dans le tout nouvel établissement thermal de Saint-Paul-de-Fenouillet, dans les Pyrénées-Orientales. En 1914, il épouse Louise, la fille de Louis Abram, riche industriel de Saint-Paul-de-Fenouillet. Bien qu'ayant été réformé de son service militaire, Étienne Argelliès est appelé sous les drapeaux pendant la Première Guerre mondiale. Il sert dans différentes hôpitaux du Sud de la France.
En 1919, Étienne Argelliès s'installe à Perpignan en tant que médecin généraliste. Entre 1919 et 1921, il est nommé à plusieurs postes à responsabilité dans le domaine médical à Perpignan. Médecin assermenté chargé d'examiner les fonctionnaires depuis 1931, il est révoqué en 1941 par le régime de Vichy.
En politique, il est radical-socialiste. Après un premier échec en 1919, il est élu conseiller municipal de Perpignan en 1929. Cofondateur, en 1928, du journal La Démocratie, il en est administrateur délégué jusqu'en 1947, avec une interruption lors de la Deuxième Guerre mondiale.
Il est le père de René Argelliès (1915-2004), également médecin et homme politique radical-socialiste, puis radical de gauche.

## Thèse
- Étienne Argelliès, Contribution à l'étude du traitement chirurgical de la névralgie faciale, 1905 (lire en ligne)